# شيخ أبيض
شيخ أبيض قرية سوريّة تتبع إداريّاً لمحافظة حلب منطقة منبج ناحية خفسة، بلغ تعداد سكانها (574) نسمة حسب التعداد السكاني لعام 2004.